# Durch den Monsun
«Durch den Monsun» (укр. Через мусон) та «Monsoon» — пісні німецького рок-гурту Tokio Hotel. Німецькомовна версія пісні «Durch den Monsun» була випущена як їхній дебютний сингл в 2005-у році з дебютного альбому Schrei. Ремікс цієї пісні було зроблено частково японською, пізніше була записана англомовна версія під назвою «Monsoon» та включена до першого англомовного альбому Scream і була випущена як перший англомовний сингл у 2007 році.

## Monsoon
18 травня 2007 року «Monsoon» було випущено як перший англомовний сингл гурту в Європі. Вокальні партії та мелодії в «Monsoon'і» на одну тональність нижче, аніж в німецькій версії. Швидше за все, це пов'язано з тим, що вокаліст гурту Білл Кауліц на час запису першого синглу знаходився у перехідному віці.
«Monsoon» зустрічається в музичній відео-грі «Guitar Hero: World Tour», а також в європейській версії гри «Guitar Hero: On Tour».
Пісня була виконана на церемонії «MTV Europe Music Awards» у 2007 році в Мюнхені, Німеччина.
«Durch den Monsun» було названо «Найкращою піснею 2005 року» на церемонії «Austrian Golden Penguin Awards» (рос. Нагороди «Австрійський Золотий Пінгвін») і також була номінована як «Найкращий міжнародний сингл» на «Amadeus Awards» в 2006 році. В 2007 р., Durch den Monsun була виставлена на голосування «Сингл року» на «Golden Penguin Awards» в Австрії, в той час як «Monsoon» переміг в категорії «Найкраще відео» на «TMF Awards» в Бельгії. В наступному році «Monsoon» з'являється в таких заголовках як: «Найкращий рингтон» та «Пісня року» на «Los Premios MTV Latinoamérica 2008», «Номер #1 року» на «TRL Awards (Італія)», а також була названа «Найкращою піснею настрою» та «Піснею, яка залишається в твоїй голові» в нідерландському журналі „Hitkrant“. 

## Музичне відео
Дія музичного відео німецькомовної версії пісні зроблена так, ніби учасники гурту знаходяться під водою. Воно починається з того, як вокаліст Білл Кауліц тримає чорну свічку, сидячи навпроти зламаних дверей, за якими немає будівлі; потім свічка від поруху вітру одразу згасає. В багатьох сценах Білл співає ніби під водою та догори дном. Є одна сцена, де Білл стоїть навпроти тих дверей, які перетворилися на дзеркало і Білл в ньому бачить не своє відображення, а свого брата Тома (який підспівує братові, проте згодом його відображення зникає і Білл бачить себе). У фінальній сцені відео, де звучить останній приспів, гурт грає під проливним дощем .
Музичне відео для англомовної версії пісні «Monsoon» було знято в Кейптауні, ПАР, на початку травня 2007 року. Воно містить сцени гурту на гелікоптері, вільне падіння та приземлення. Після їхнього вдалого приземлення, члени гурту йдуть до сцени (також вже до того показано сцени з учасниками на сцені перед сценою вільного падіння) та починають грати. В міру того як йде до закінчення пісня, а звучання посилюється, зростає гуркіт грому та починає лити сильнющий дощ на гурт, поки він грає. Відео також показує сцени з вокалістом на задньому сидінні чорного Кадиллака, в якому відсутній водій, проте кермо саме по собі крутиться. На руках у Білла друкарська машинка, і Білл щось друкує, проте потім згортає папірця та викидає його через ніпіввідкрите вікно.
Відео увійшло до чартів «TRL Countdown» в червні 2008 року.

## Перелік форматів та доріжок
Тут представлені формати та доріжки головних синг-релізів «Durch den Monsun» та «Monsoon».
- CD-сингли

1. «Durch den Monsun» (радіо-мікс) — 3:58
2. «Durch den Monsun» (unplugged version) — 3:58

- CD максі-сингли

1. «Durch den Monsun» (радіо-мікс) — 3:58
2. «Durch den Monsun» (unplugged version) — 3:58
3. «モンスーンと超えて(Monsun to Koete)» (японськомовний мікс Grizzly) — 4:08
4. «Leb' die Sekunde» (оригінальна версія) — 3:47
5. «Durch den Monsun» (музичне відео) — 3:58

- Німецький iTunes EP

1. «Durch den Monsun» (радіо-мікс) — 3:58
2. «Durch den Monsun» (unplugged version) — 3:58
3. «モンスーンと超えて(Monsun to Koete)» (японськомовний мікс Grizzly) — 4:08
4. «Leb' die Sekunde» (оригінальна версія) — 3:47
5. «Durch den Monsun» (мікс Grizzly) — 4:08

- Англійські CD-сингли

1. «Monsoon»  — 4:00
2. «Black» — 3:21

## Чарти
| Чарт (2005)1                                  | Максимальна позиція |
| --------------------------------------------- | ------------------- |
| Ö3 Austria Top 40                             | 1                   |
| Бельгійський (французький) Singles Top 40     | 6                   |
| Нідерландський Singles Top 100                | 71                  |
| Німецький Singles Top 100                     | 1                   |
| Швейцарський Singles Top 100                  | 5                   |
| Чарт (2007/2008)2                             | Максимальна позиція |
| Бельгійський (нідердландський) Singles Top 50 | 8                   |
| Грецький Billboard 200                        | 8                   |
| Данський Singles Top 40                       | 14                  |
| Нідерландський Top 40                         | 6                   |
| Французький Singles Chart3                    | 8                   |
| Італійський Singles Top 20                    | 8                   |
| Португальський Billboard 200                  | 1                   |
| Шведський Singles Top 60                      | 23                  |
| Швейцарський Singles Top 100                  | 69                  |
| Американський Billboard Pop 100               | 84                  |

Замітки
- 1: Чартові позиції в 2005 році німецькомовної версії синглу «Durch den Monsun»
- 2: Чартові позиції в 2007 році англомовної версії синглу «Monsoon»
- 3: Німецькомовна версія у Франції була випущена 2007 року.